# Sander (género)
Sander (anteriormente conocido como Stizostedion) es un género de peces de la familia de las percas (Percidae). También se les conoce como "luciopercas" debido a su semejanza con los lucios de la familia Esocidae.
El género incluye las siguientes especies:
- Sander vitreus
- Sander lucioperca
- Sander canadensis
- Sander marinus
- Sander volgensis